# Тхеквондо
Тхеквондо́ (кор. 태권도, 跆拳道) — бойове мистецтво, олімпійський вид спорту та національний вид спорту в Південній Кореї. Тхеквондо є одним з найбільш систематизованих і науково обґрунтованих бойових мистецтв світу. Ця дисципліна за допомогою тренувань дозволяє людині зміцнити здоров'я, навчитись самооборони та привчає працювати над саморозвитком духовності й інтелекту.
Історія корейських бойових мистецтв та традицій, на основі яких і було створено сучасне тхеквондо, налічує понад 2000 років. Однак саму назву було офіційно затверджено 11 квітня 1955 року, коли засновник тхеквондо, генерал Чой Хон Хі (9 дан), об'єднав школи корейських бойових мистецтв.
Тае (тхе) означає «удар ногою», квон — «удар рукою», до — «шлях» (див.: дао). Таким чином термін тхеквондо (тхеквон-до) можна перекласти як «шлях ноги та руки через пізнання». Особливу увагу в змагальній практиці тхеквондо приділено ударній техніці ніг, однак це лише частина програми підготовки.
За визначенням самого Чой Хон Хі, «тхеквон-до означає систему духовного тренування і техніку самооборони без зброї, поряд зі здоров'ям, а також кваліфікованим виконанням ударів, блоків і стрибків, що виконуються руками і ногами для ураження одного або кількох суперників».

## Історія
Тхеквондо тісно пов'язане з історією Кореї. Історію зародження можна розділити на чотири історичні періоди: зародження і розвиток корейських бойових мистецтв в період «трьох держав», бойові мистецтва за часів держави Корьо, часи держави Чосон та період сучасної історії.

### Зародження і розвиток бойових мистецтв в період трьох держав (з 57 року до н.е. до 668 року)
У часи Трьох корейських держав були народжені такі єдиноборства як «субак» і «тхеккен», які згодом стали основою для створення тхеквондо. У пізній період історії трьох держав єдиноборства на Корейському півострові користувалися великою популярністю, особливо серед військових. Як наслідок, ці види єдиноборств вивчались у молодіжній організації Хваран.

### Бойові мистецтва за часів держави Корьо (935—1392 роки)
У період держави Корьо «субак» та «тхеккен» стали розвиватися більш систематично і перейшли на новий рівень. Важливу роль в просуванні по службі військового того часу грав рівень володіння «тхеккен». Простих солдатів, які досягли певного рівня володіння «тхеккен», представляли генералу, який обирав найкращих з них, щоб зробити офіцерами. А змагання з «субак» були досить популярними та видовощними.

### Бойові мистецтва за часів держави Чосон (1392—1897 роки) та Корейської імперії (до 1910 року)

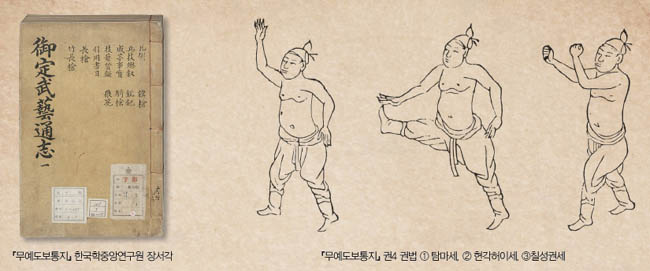
Ілюстрація з книги Муедоботхонджі (1790 рік)

У XIV столітті, після заснування держави Чосон, «субак» і «тхеккен» втратили свою популярність. Однак це тривало лише до японських вторгнень наприкінці XVI століття. У відповідь на виклики часу влада Кореї почала вживати заходи з підйому бойового духу країни та розвитку бойових мистецтв. Одним з прикладів є публікація книги «Муедоботхонджі», в якій описані бойові мистецтва того періоду. Четвертий том цієї книги, що має назву «техніка рукопашного бою», включає 38 зображень, що нагадують сьогоднішні позиції і рухи в тхеквондо.
Однак після ряду історичних подій, наприкінці XIX ст. на територію Корейського півострова відбулось вторгнення японців.

### Корейські бойові мистецтва у «японський період» (до 1945 року)
У 1910 році Корея втратила незалежність і опинилася під владою японців, які намагалися асимілювати корейців, знищуючи їх культуру, включаючи бойові мистецтва. Варто також відзначити, що у ті часи по всій Японії існувала заборона на навчання будь-яким «ударним» єдиноборствам, яка тривала до 30-х років. Ситуація змінилася після того, як майстер Ґітін Фунакосі переконав імператора Тайсьо у безпечності бойових мистецтв для його влади. Імператор дозволив включити єдиноборства (у 1935 році вони отримали назву «карате») до програми загальноосвітніх шкіл.
Однак проводити зайняття з корейських видів бойових мистецтв все одно було заборонено, тому «субак» та «тхеккен» могли розвиватися виключно у підпіллі — аж до капітуляції Японії у Другій світовій війні. Однак ентузіасти корейського походження практикували окинавські та китайські техніки, доповнюючи їх традиційними корейськими прийомами. Одним з найбільш знаменитих майстрів корейського походження є Масутацу Ояма.

### Історія тхеквондо після Другої світової війни
15 серпня 1945 року, після звільнення країни, корейські бойові мистецтва вступають у нову фазу свого розвитку. Саме в цей період розпочав відроджуватись національний дух та, разом з ним, школи різних бойових мистецтв, які почали виходити з підпілля. Деякий час основними напрямками бойових мистецтв в цих школах були тансудо (танський або китайський кулак — корейське бойове мистецтво, яке зазнало великого впливу китайських єдиноборств) та консудо (корейська назва карате). Всіх майстрів того періоду об'єднувало лише одне — розуміння того, що всі корейські традиції бойових мистецтв (тансудо, консудо, субак, тхеккен та інші) мають бути об'єднані.
Корейська війна внесла корективи у плани, однак, попри складні часи, у цей період була створена Асоціація консудо Кореї. Через численні розбіжності деякі члени даної асоціації вийшли з її складу і організували іншу організацію — Асоціацію тансудо Кореї, яка згодом була офіційно включена до Асоціації аматорського спорту Кореї.
Засновник однієї зі шкіл тансудо Чой Хон Хі (іноді Чхве Хон Хі), генерал південнокорейської армії, користуючись підтримкою президента Кореї Лі Синмана, у 1955 році включає свій стиль бойових мистецтв до програми підготовки військовослужбовців. Генерал розумів, що у корейській армії не можна використовувати китайські і японські назви бойових мистецтв, тому бойове мистецтво, призначене для військовослужбовців, отримало назву тхеквон-до.
Створена у 1959 році Асоціація тхеквон-до Кореї замінила Асоціацію тансудо. Проіснувати в такому вигляді їй вдалося недовго. Генерал Чой втратив підтримку президента країни у 1960 році. Цим скористалися лідери шкіл, незгодні з назвою тхеквондо. Однак, вони не відмовились від тези Чой Хон Хі про те, що назва має відображати традиції Кореї. Була заснована Асоціація субакдо Кореї (субак — одне з традиційних корейських єдиноборств).
Асоціація аматорського спорту Кореї може акредитувати тільки одну асоціацію від одного виду спорту, тому, спільно з міністерством освіти Кореї, ця організація провела збори, на яких було вирішено об'єднати асоціації. І, природно, головним спірним питанням була назва. Було прийнято рішення змішати назви тхеквон-до і субакдо, і, як наслідок, світ побачила Асоціація тхесудо Кореї. За величезний внесок у розвиток корейських бойових мистецтв і спорту генерала Чой Хон Хі було призначено 3-ім президентом Асоціації тхесудо Кореї. Користуючись посадою, він доклав усіх можливих зусиль для того, аби повернути асоціації назву «тхеквон-до». У 1965 році йому це вдалося.
Повернувши назву тхеквондо, Чой Хон Хі пожертвував своїм постом в Асоціації тхеквондо Кореї (KTA — Korea Taekwondo Association). Незабаром, у 1966 році він заснував Інтернаціональну федерацію тхеквондо (ITF — International Taekwon-do Federation). З цього періоду розвитком тхеквондо незалежно одна від одної почали займатися дві організації: Міжнародна федерація Тхеквон-до і Асоціація тхеквондо Кореї (завдяки роботі якої у 1973 році була заснована Всесвітня федерація тхеквондо).

## Напрями та стилі
Існує декілька версій тхеквондо, популярних у всьому світі:

### Олімпійське тхеквондо(World Taekwondo, WT)[3]
Після створення Асоціації тхеквондо Кореї було прийнято рішення про будівництво центру розвитку тхеквондо. У 1972 році будівельні роботи було закінчено, а центр отримав назву Кукківон. Вже у 1973 році Кукківон прийняв перший чемпіонат світу, одночасно з цією подією на базі чинної організації була створена Всесвітня федерація тхеквондо (ВТФ, від англ. World Taekwondo Federation, WTF).
Організація швидко досягла істотних успіхів завдяки допомозі та сприянню влади Республіки Корея. Організація є членом різних міжнародних спортивних товариств, таких як Міжнародна федерація студентського спорту (FISU), Міжнародна рада військового спорту (CISM) тощо. Головним же її досягненням є включення тхеквондо до програми Олімпійських ігор.

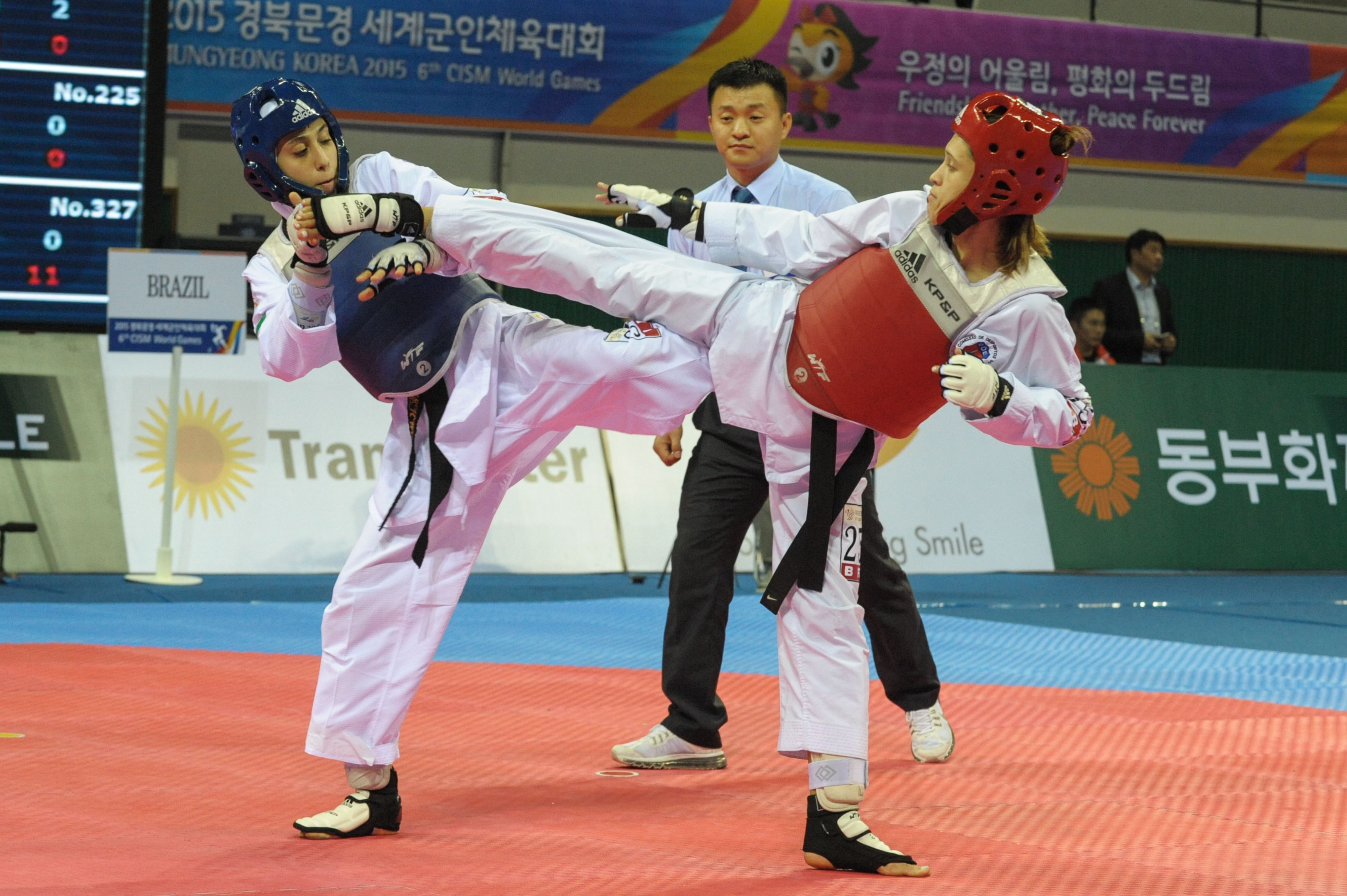
Спортсмени тхеквондо ВТ під час змагань

Влітку 2017 року назву World Taekwondo Federation скоротили до World Taekwondo (Всесвітнє тхеквондо, ВТ), а також провели ребрендинг. Окрім того, 5 квітня 2018 року в Тунісі на Всесвітній асамблеї тхеквондо значно змінили правила змагань в розділі кьоругі (спаринг). З метою підвищення видовищності поєдинків удари з розвороту отримали вищу оцінку: 4 бали за удар в жилет, 5 — в голову. Також дозволили поштовхи під час клінчу.
Станом на 2020 рік організація World Taekwondo об'єднує 210 національних асоціацій, з яких 206 визнані МОК.
З причини величезної конкуренції завоювання чемпіонського титулу на міжнародних змаганнях з олімпійського тхеквондо є значно складнішим завданням у порівнянні з неолімпійськими версіями.
Спеціальні розділи олімпійського тхеквондо є видами спорту осіб з інвалідністю. Люди з ураженням опорно-рухового апарату, вадами зору, слуху та розумового і фізичного розвитку (пункт 046 розділу 3 Реєстру визнаних видів спорту в Україні) беруть участь у змаганнях з паратхеквондо, на яких проводиться відбір для участі у Паралімпіаді. А з порушенням слуху — у дефтхеквондо, де головним досягненням є нагороди на Дефлімпійськіх іграх.

### Міжнародне тхеквондо (таеквон-до)

#### Міжнародна федерація тхеквондо, ІТФ(International Taekwon-Do Federation, ITF Austria)[8]
Міжнародна федерація тхеквондо (ITF) була заснована 22 березня 1966 року в місті Сеул (Республіка Корея). У 1972 році штаб-квартира організації переїхала до Торонто (Канада) разом з засновником, генералом Чой Хон Хі. Він був змушений покинути Республіку Корея у зв'язку з обранням на третій президентський термін політичного опонента — Пак Чон Хі. Останній хоча і був автором успішних економічних реформ в Республіці Корея, однак відрізнявся тоталітарним стилем управління, який поєднував з репресіями.
У 1974 році було проведено перший в історії ITF Чемпіонат світу, який пройшов у Монреалі (Канада). Незабаром після цього було проведено Чемпіонат Європи (1976 рік) та створена All Europe Taekwon-Do Federation (1979 рік), а потім — федерації в Північній і Центральній Америці. На початку 80-х Чой Хон Хі почав тісно співпрацювати з владою Північної Кореї (КНДР), яка значною мірою допомогла розвинути організацію. А головний офіс з Канади переїхав до Австрії.
В Україні цей вид спорту розвивається під офіційною назвою Таеквон-До ІТФ. Також неофіційно цю версію називають північнокорейською.
Організація є членом WADA та визнана в Україні як вид спорту.

#### Міжнародна федерація, МФТ(International Taekwon-Do Federation, ITF Spain)[13]

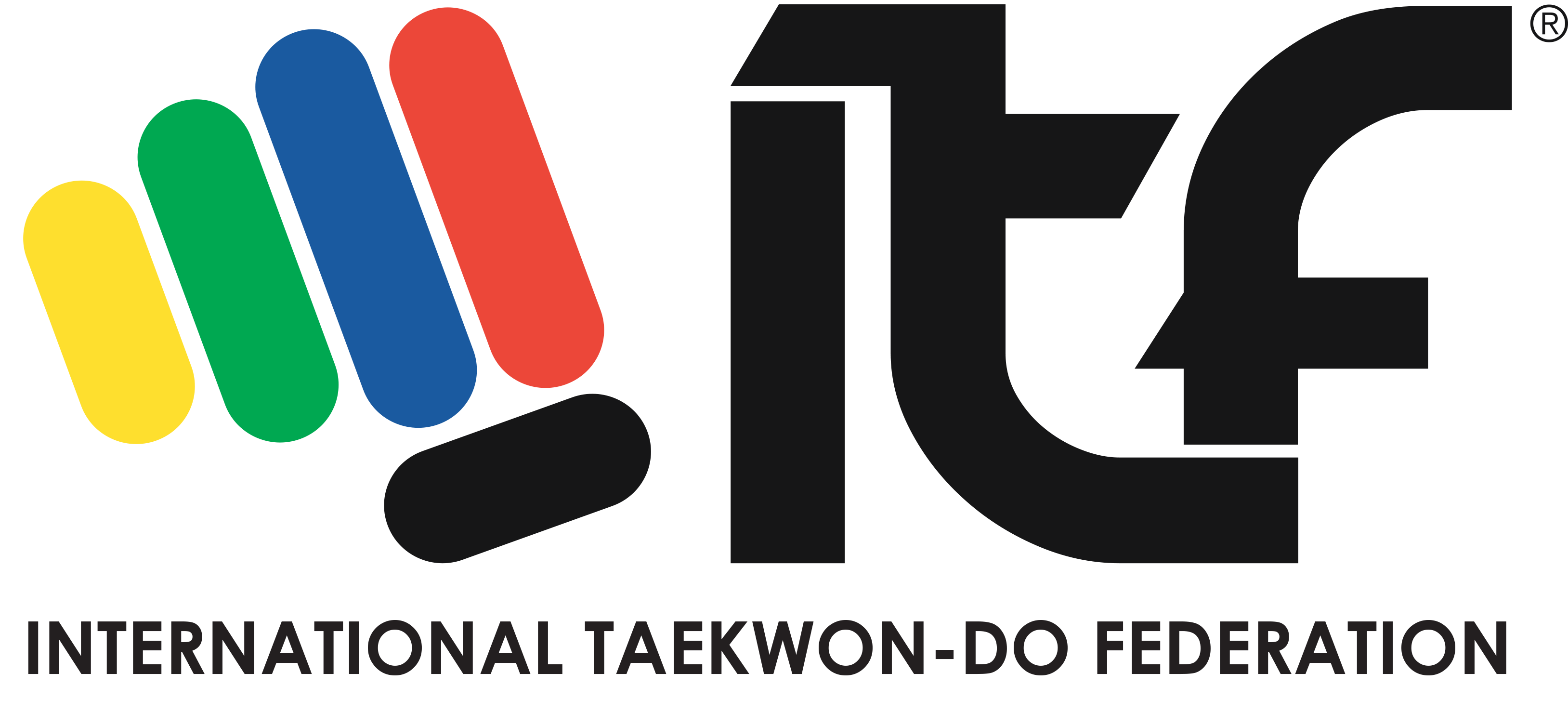
Логотип Міжнародної Федерації Таеквон-До зі штаб-квартирою в Іспанії

У 2002 році, після смерті генерала Чой Хон Хі, в організації відбулася серія історичних подій, які призвели до її розділу на частини. Окрім організації ITF зі штаб-квартирою в Австрії, вже після смерті генерала з'явилася велика міжнародна організація ITF зі штаб-квартирою в Іспанії. Кожна з цих двох організацій проводить власні Чемпіонати Європи (а також інших континентів) і Чемпіонати Світу, що викликає плутанину у шанувальників цього виду спорту. Правила змагань у них суттєво відрізняються. Однак титул Чемпіона, отриманий на змаганнях будь-якої зі згаданих організацій ITF є серйозним спортивним досягненням з огляду на велику кількість учасників у вагових категоріях.
З метою уникнення плутанини в Україні цей напрямок називають Таеквон-до МФТ, а розвиває його Всеукраїнський Союз Таеквон-до. Неофіційна назва — європейське таеквон-до. Організація зі штаб-квартирою в Іспанії має міжнародне визнання: є членом такої великої організації як Асоціація міжнародного спорту для всіх (TAFISA) та WADA.
Міністерство молоді та спорту України 16 вересня 2020 року визнало цю версію Таеквон-до видом спорту (Наказ Мінмолодьспорту № 1557 «Про визнання, відмову у визнанні видів спорту та внесення змін до Реєстру визнаних видів спорту в Україні»).
Нині у світі існує ще не менше 5 організацій, які позиціюють себе як правонаступники організації, заснованої у 1966 році. Однак в силу відносно невеликої кількості учасників (або з інших організаційних причин) ці організації розвинуті відносно слабо. Наприклад, це Чан Хун Таеквон-До ІТФ (Чан Хун — псевдонім Чой Хон Хі).

#### Глобальна федерація(Global Taekwon-Do Federation, GTF)[18]
Глобальна федерація таеквон-до (GTF) була заснована грандмастером Пак Джун-тхе у 1990 році як протест проти надмірного втручання керівництва КНДР у справи спортивної організації. Taekwon-do GTF відрізняється від ITF будь-якої версії. Формальні комплекси було доповнено новими формами (хьонамі): Чі Сан, Тан Гун, Чі Гу, Чук Ам, Пьон Хва та Сон Док. Правила змагань було дещо змінено. Наприклад, у дисципліні «спаринг» бої проводяться в один раунд, а не у два, як в ІТФ, що призводить до боїв високої інтенсивності; два раунди у версії ГТФ передбачено тільки у фіналах. Сама технологія підготовки спортсменів стала менш формалізованою, інструкторам дозволили більшу свободу дій. Станом на листопад 2018 року, до Глобальної федерації таеквон-до входять 39 національних спортивних федерацій з усіх континентів.
В Україні цей напрямок офіційно називається Таеквон-до ГТФ, розвивається завдяки Глобальній федерації таеквон-до України (ГФТУ). Оскількі міжнародна організація GTF не підписала угоду з WADA, в Україні ця версія не може отримати акредитацію у міністерстві як окремий вид спорту. З цієї причини ГФТУ проводить офіційні спортивні заходи у рамках партнерства та співпраці зі Всеукраїнським союзом таеквон-до, спільно розвиваючи визнаний вид спорту Таеквон-до (розділ II п.125 Реєстру визнаних видів спорту).

#### Тхеквондо ТіАй(Taekwondo International, TI)[22]
Організація Taekwondo International (TI) позиціонує себе як платформа для об'єднання різних стилів та напрямків тхеквондо і була створена у 1991 році за ініціативи Асоціації тхеквондо Великої Британії (TAGB) і грандмайстра Девіда Олівера. Після 2002 року, завдяки міграції спортсменів з версій GTF і ITF (через конфлікти всередині організацій після смерті засновників), TI отримала новий виток розвитку. Станом на січень 2020 року, TI об'єднує 64 національні федерації по всьому світу. Розвивається організація переважно у Великій Британії (понад 700 спортивних клубів), а за її межами кількість клубів невелика. Міжнародні турніри являють собою змагання між представниками неолімпійських версій тхеквондо з різних організацій.
В Україні організація TI співпрацює зі Всеукраїнським союзом таеквон-до. Українські спортсмени час від часу беруть участь в заходах цієї міжнародної організації.

### Американське тхеквондо
Тхеквондо в США розвивалося автономно від Кореї і решти світу в середовищі корейських емігрантів. І фактично є сумішшю тансудо з авторськими методиками. Від інших версій американські стилі відрізняються власним набором формальних комплексів, екіпіровкою, формою і, багато в чому, термінологією. Загальною є техніка ударів ногами, включаючи манеру виконання. Відомі представники американського тхеквондо — актори, спортсмени й каскадери Чак Норріс та Синтія Ротрок.

#### Лі Джунгу тхеквондо(Jhoon Rhee TaeKwonDo, JRTKD)[24]
Майстер Лі Джунгу народився 7 січня 1932 року в місті Асан в Кореї періоду японського правління. У віці 15 років він почав займатися тансудо в школі Чхундокван у майстра Лі Вонгука. 22 листопада 1957 р. Лі Джунгу переїхав до США та вступив до коледжу Сан-Маркоса (штат Техас), а в 1962 році переїхав до Вашингтона і відкрив власний клуб бойових мистецтв.
У 1966 році, на хвилі популярності єдиноборств в кінематографі Лі Джунгу відкрив клуб Jhoon Rhee Taekwondo в Конгресі США. Завдяки цьому він став неймовірно популярним у ЗМІ, які прозвали його «батьком американського тхеквондо». У 1984 році указом президента США Джунгу призначили в Національну Раду з фахової освіти. У 1988 році Президент Джордж Буш-старший призначив його спеціальним радником президента в Конгресі з розвитку фізичної культури і спорту. Видатними учнями і друзями Джунгу були Брюс Лі і Мухаммед Алі, Джек Андерсон, Джордж Аллен старший, Боб Лівінгстон, Тоні Роббінс, Джек Валенті і більш як 300 американських сенаторів і конгресменів США. Лі Джунгу помер 30 квітня 2018 року у віці 86 років.
Особливістю методики є включення до програми підготовки музичних формальних комплексів. Змагання проводяться з обмеженням контакту і використанням захисної екіпіровки, схожою з версіями World Taekwondo і ITF (захисні жилети з WT, рукавички і фути як в ITF і татамі-розділах кікбоксингу). Удари руками в голову дозволені.
В Україні відомо лише про одну студію, яка розвиває цей напрямок.

#### ATA тхеквондо(American Taekwondo Association, ATA)[27]
Американська асоціація тхеквондо (ATA) була заснована у 1969 році в Омасі, штат Небраска, майстром Лі Хенуном з Південної Кореї. На сьогодні організація називається ATA Martial Arts, а її штаб-квартира переїхала до Літл-Року, штат Арканзас. Організація налічує близько 300 000 активних членів у більш ніж 21 країнах світу (120 000 членів тільки в Сполучених Штатах Америки).
Майстер Лі, засновник стилю, народився в Маньчжурії 20 липня 1936 року, куди його сім'я була змушена перебратися з Кореї у зв'язку з японською окупацією і змогла повернутися після закінчення Другої світової війни. З 1956 по 1959 рік Лі викладав тхеквондо військовослужбовцям Республіки Корея, а потім відкрив приватну школу для цивільних осіб. Пізніше він відкрив школу поруч із базою ВПС США, де навчав і надавав підтримку американському військовослужбовцю Річарду Ріду, який у 1962 році спонсорував еміграцію Лі до США. У 1969 році він став співзасновником Американської асоціації тхеквондо. Помер 5 жовтня 2000 року у віці 64 років.
Правила змагань багато в чому нагадують World Taekwondo (заборонено бити в голову руками, на тіло надягають захисний жилет), проте використовується оригінальне екіпірування й форма. Окрім того, підхід до підрахунку балів і перелік змагальних дисциплін схожі з розділами поінт-файтинг (семі-контакт) і музичними формами в кікбоксингу. А також є розділ «поєдинок зі зброєю».
В Україні ця версія тхеквондо не представлена взагалі.

## Техніка
Навчання йде за кількома дисциплінами (залежно від напряму):
- Туль (Пхумсе, Хьонг) — формальний комплекс
- Матсогі (Кьоругі) — спортивний поєдинок (спаринг)
- Щібом — техніка показових виступів
- Тукчі — техніка завдання ударів ногами у стрибках
- Верьок (Кьокпа) — силове розбивання твердих предметів руками і ногами (аналог японського тамесіварі)
- Хосінсуль — практика самооборони

### Термінологія
- Добок — форма для занять
- Доджанг — зал для занять
- Доянг — килим для змагань

### Базова техніка

#### Рахунок
1 — хана
2 — туль
3 — сет
4 — нет
5 — тасот
6 — йесот
7 — ільгоп
8 — йодоль
9 — ахоп
10 — йоль

#### Основні команди
- Мойот — стати в стрій
- Чарйот — струнко!
- Кюне — уклін
- Джюнбі — приготуватися
- Мацогі-джюнбі — прийняти бойову стійку
- Сіджак — почати, виконати
- Киман — команда про закінчення завдання
- Кальо — зупинка бою
- Кесот — продовження бою

#### Основні стійки
- Анензо — 50 % ваги на обидві ноги
- Канензо — передня нога зігнута в коліні, задня повністю пряма
- Нінчазо — 70 % ваги на задню ногу, 30 % ваги на передню ногу

#### Рівні нанесення удару, блоку
- Наджунде / Аре — нижній рівень (нижче поясу)
- Каунде / Момтон — середній рівень (від пупка до ключиці)
- Нопунде / Ольгуль — верхній рівень (голова та шия)

## Пояси
У Тхеквондо унікальна система видачі поясів: існує 10 розрядів «гипів» (кольорових поясів) і 9 ступенів «данів» (чорних поясів). Залежно від інтенсивності тренувань чорний пояс можна отримати від одного року (якщо тренуватися 4 години 6 разів на тиждень) до 4-5 років, якщо тренуватися 2-3 рази по 1,5 години. Щоб отримати 2-й дан, треба чекати незалежно від технічного рівня ще один рік, 3-й дан — два роки, 4й — три і так далі. Володарі з 1-го по 3-й дан можуть вважатися помічниками вчителя (бо-сабом). Володарі з 4-го по 6-й дан вважаються вчителями (сабом). Володарі 7-го та 8-го данів вважаються майстрами (са хен). Володар 9-го дану вважається великим майстром (са сон ним). Інструкторами у секціях можуть бути тільки володарі «данів» (чорних поясів). Незалежно від ступеня інструкторів до них потрібно звертатися з поклоном та додавати до відповідного звання поважне «нім».
Існує дві класифікації спортсменів за кольорами: корейська (передбачає риски, які означають перехідні рівні) та європейська (кожен рівень відповідає певному кольору).
- Білий пояс — 10 гип (від кор. 급 — рівень) — учнівський ступінь, рівень техніки і фізичного розвитку учня, а також рівень його духовності.
- Біло-жовтий пояс (жовтий) — 9 гип
- Жовтий пояс (помаранчевий) — 8 гип
- Жовто-зелений пояс (зелений) — 7 гип
- Зелений пояс (пурпуровий) — 6 гип
- Зелено-синій пояс (блакитний) — 5 гип
- Синій пояс — 4 гип
- Синьо-червоний пояс (червоний) — 3 гип
- Червоний пояс (світло-коричневий) — 2 гип
- Червоно-чорний пояс (коричневий) — 1 гип

Існують обмеження при атестації спортсменів-дітей. Відтак, в олімпійській версії спортсмен віком до 15 років, який успішно пройшов випробування на перший дан, отримує учнівський ступінь — червоно-чорний пояс та перший пхум. Після досягнення 15 років він автоматично змінюється на перший дан, якщо учень продовжує заняття.
У неолімпійських версіях підхід відрізняється залежно від поглядів майстра, що проводить атестації. Дітей або не допускають до атестації на чорний пояс перший дан до 15 років, або дозволяють носити «юніорський» чорний пояс — з білою відміткою — до досягнення потрібного віку.

## Чемпіони Європи та Світу серед дорослих

##### ВерсіяВТ (олімпійська)
• Карина Довжанин - чемпіонка світу на World cadet championships 2025 CF-44
- Ірина Ромолданова — чемпіонка Європи (спаринг, вагова категорія до 46 кг)[30]

##### ВерсіяМФТ
- Катерина Соловей — 2-разова чемпіонка світу (спаринг)
- Віталій Соловей — 2-разовий чемпіон світу (спаринг)
- Данила Демчишин — 2-разовий чемпіон світу (спаринг)
- Василь Войтович — чемпіон світу (спаринг)
- Іван Грищук — чемпіон світу (спаринг)
- Юлія Яцукевич — чемпіонка світу (спаринг)

##### Версія ГТФ
- Хозяінов Григорій — золотий призер Кубку світу 2008 року (спаринг)[31].
- Тарасенко Олександр — переможець Кубку світу (спаринг, спецтехніка, силове розбивання та прижкова техніка); чемпіон Світу 2013 року (спаринг)
- Мешков Євген — чемпіон світу 2007 ріку (спаринг)
- Безверхий Дмитро — чемпіон світу 2013 року (спаринг)[32]
- Савицький Андрій — чемпіон світу 2013 року (спаринг)